# Bogdan Stodulny
Bogdan Stodulny (ur. 27 maja 1953 w Otwocku, zm. 24 listopada 1997) – artysta plastyk, polski malarz współczesny, projektant wystaw. W latach 1974–1979 studiował na Akademii Sztuk Pięknych w Warszawie. Pracę dyplomową na wydziale Architektury Wnętrz na temat przestrzennego zagospodarowania centrum Otwocka obronił z wyróżnieniem. W latach 1979–1981 projektował wystawy dla PSP w Warszawie. W latach 1993–1994 r. pracownik Miejskiego Ośrodka Kultury w Otwocku.

## Twórczość
Bogdan Stodulny ma imponujący dorobek malarski, mocno zaakcentowany w polskiej sztuce współczesnej końca XX w. W jego malarstwie przebija się fascynacja kobiecą anatomią, duże znaczenie nadawał Ziemi czy otchłani, nadawał jej znaczenie mistyczne. Przełomem w dokonaniach artystycznych Stodulnego była podróż do Australii w 1985 r. Stworzył wówczas cykl prac „Podróż do wnętrza wyobraźni”, wystawiony w Androssan Gallery Brisbane, Boronia Art Gallery Sydney, Prouds Gallery Sydney oraz w Warszawie. W latach 90. malarstwo Stodulnego stawało się coraz bardziej symboliczne. W 1996 r. zainaugurował pod nazwą „Teatr malowania”, otwarte seanse malarstwa z udziałem publiczności w czasie których mówił o znaczeniu sztuki abstrakcyjnej, niefiguratywnej. Wystawiał w Warszawie m.in. w Galerii Praskiej, w Galerii Victoria, Polskiej Sztuce Współczesnej czy na Targach InterArt w Poznaniu. W 1994 r., wspólnie w Krzysztofem Wojtarowiczem otworzył Galerię „Atelier”. Wystawiał zagranicą w Niemczech, Finlandii, Holandii, USA, Francji, na Mauritiusie, na Madagaskarze, w Belgii.
10 grudnia 1997 r. w Muzeum Ziemi Otwockiej została otwarta sala wystawowa nosząca jego imię.
Jego obrazy są ozdobą wielu kolekcji prywatnych, a część z nich ma swoją stałą ekspozycję w Muzeum Ziemi Otwockiej.
Wystawy
- 1983 – Luttenberg Gallery Celle, Niemcy (wystawa zbiorowa),
- 1984 – Galeria Praska, Warszawa (wystawa zbiorowa)

– Galeria Vena, Warszawa (wystawa zbiorowa),
- 1985 – „Ocean” Androssan Gallery, Brisbane Australia,

– „Bliżej stworzenia świata” Prouds Gallery, Sydney Australia
– „Ocean” Boronia Arts Gallery, Sydney Australia,
- 1986 – „Podróż do wnętrza wyobraźni” Galeria Praska, Warszawa

– „Podróż do wnętrza wyobraźni” Galeria Victoria, Warszawa,
- 1987 – Hamburg Niemcy,
- 1988 – Galeria Wojtarowicza, Warszawa,

– Galeria Dessa, Warszawa,
– Kalevala Teather, Finlandia,
– Międzynarodowe Targi Sztuki INTERART, Poznań (wystawa zbiorowa),
– Dijkstra Galerie, Amsterdam Holandia (wystawa zbiorowa),
- 1989 – „Podróż do wnętrza wyobraźni” MOK Otwock,

– „Apokastasis” Galeria Dessa, Warszawa,
– Polska Sztuka Współczesna, Warszawa,
– „Krótka historia świata” Best Holandia,
- 1990 – „Tribute to South Africa” Arternatives Gallery, Johannesburg South Africa,
- 1991 – Galeria Dessa, Warszawa Napiórkowska Art Gallery, Warszawa,

– Galeria Prezydenta Nadrenii i Westfalii, Kolonia Niemcy,
– Einblicke, Monchengladbach Niemcy,
– Polska Sztuka Współczesna, Warszawa,
– Etica Delarte, Gubbio Włochy,
- 1992 – Palazzo del Sadowski, Gubbio Włochy,

– Sejm Rzeczypospolitej Polskiej, Warszawa,
– Eastern Art, Dallas USA,
- 1993 – Mounfanquin, Willreal Francja,
- 1994 – Zakłada w Warszawie wraz z Krzysztofem Wojtarowiczem Galerię „Atelier”,

– Krypta, Amsterdam Holandia,
- 1995 – Gallery Helen de Seneville, Mauritius,

– Atananarivo Camus Centre Art Deco, Madagaskar,
– „Odbicia” Galeria Atelier, Warszawa,
- 1996 – „Sacrum” Liège Belgia, – Galeria Sztuki Współczesnej Soplicówka,
- 1997 – 24 listopada – tragiczna śmierć w wypadku samochodowym,

– 10 grudnia – otwarcie sali wystawowej im. Bogdana Stodulnego w Muzeum Ziemi Otwockiej,
- 2020 – Otwarcie „Galerii OK” z pracami malarza w Otwocku przy ulicy Poniatowskiego 1.